# Noreena Hertz
Noreena Hertz (Londen, 24 september 1967) is een Brits econoom en activiste. Ze is hoogleraar en auteur van verschillende kritische boeken over globalisering. In haar laatste boek, De eenzame eeuw (2020), beschrijft ze het wereldwijde gevoel van eenzaamheid, dat door de pandemie alleen nog maar versterkt is.

## Levensloop
Op haar zestiende ging zij naar het University College London alwaar zij filosofie en economie studeerde. Zij zette haar studie economie voort aan de businessschool Wharton School van de Universiteit van Pennsylvania in de Verenigde Staten. Daar behaalde zij in 1991 haar MBA. Vervolgens studeerde zij verder aan King's College van de Universiteit van Cambridge om te kunnen promoveren.
In dat kader toog zij voor de Wereldbank naar Rusland waar zij mede de beurs opzette en de Russische regering van raad voorzag hoe de economie te privatiseren. Omdat Hertz een van de jongste medewerkers was, werd ze naar de fabrieken gestuurd waar ze zag wat de effecten van het Wereldbankbeleid waren op de arbeiders en managers op de werkvloeren. Dit alles viel haar hard tegen; gedesillusioneerd schreef ze in 1996 haar wetenschappelijk proefschrift daarover: Russian Business Relationships in the Wake of Reform ("Russische zakelijke relaties in het kielzog van de hervorming"). Hierin zette zij uiteen dat de overgang van de Russische economie naar die van een markteconomie volgens haar op een illusie zou berusten.
Hierna begaf zij zich op het terrein van de problematiek van het vredesproces in het Midden-Oosten. Ze kwam aan het hoofd te staan van een groep personen die uit diverse landen van deze regio afkomstig waren, waarbij men zich bezighield met het onderzoeken van mogelijkheden voor economische samenwerking in het betreffende gebied.
Tevens heeft ze een eigen televisieprogramma gehad genaamd Politics Isn't Working waarin ze onder andere sprak met politici.
Ze werd in 2009 bijzonder hoogleraar in de Global Political Economy (politieke wereldeconomie) aan zowel de Erasmus Universiteit te Rotterdam als de Duisenberg School of Finance in Amsterdam. Daarnaast was ze 'Associate Director' van het Centre for International Business and Management van de Universiteit van Cambridge (Engeland).

## Standpunten

### Globalisering
Hertz maakt zich zorgen over de negatieve effecten van de neoliberale globalisering en ageert daarom voor herstel van de staatsmacht die volgens haar teniet is gedaan door de economische macht van multinationals.
Haar oplossing voor de problemen van de globalisering ziet Hertz vooral in een links (sociaaldemocratisch) beleid. Desondanks is ze aanwezig geweest bij andersglobalistische demonstraties als die in Praag in 2000 waar ook veel radicalere activisten op af kwamen. Haar voormalige positie bij de Wereldbank, een van de voornaamste neoliberale wereldwijde organisaties, en haar academische ervaring maken haar een van de belangrijkste ideologen van de 'andersglobalistische' beweging.
In recente jaren zet Hertz zich vooral in voor schuldenverlichting voor ontwikkelingslanden. Ze is van mening dat de hoge schulden deze landen in hun ontwikkeling tegenhouden. Veel van de schulden van ontwikkelingslanden zijn de verantwoordelijkheid van door het Westen gesteunde dictators; de gevolgen worden op hun voormalige onderdanen verhaald.
Zij schreef diverse boeken over dit onderwerp, alsmede allerlei artikelen die zijn gepubliceerd in bladen als The Observer, New Statesman en Washington Post.

### De eenzame eeuw
In 2020 publiceerde Hertz De eenzame eeuw. Het herstellen van menselijk contact in een wereld die steeds verder ontrafelt. Als oorzaak van de toenemende eenzaamheid noemt zij  het gebrek aan saamhorigheid op het werk en contacten in de openbare ruimte. Dit fenomeen doet zich sterker voelen in de grote steden. De leefruimte is daar klein en stadsbewoners leiden van zichzelf al een jachtig bestaan. Toen er nog helemaal geen sprake was van corona  bekende meer dan de helft van de inwoners van Londen zich eenzaam te voelen. Inwoners van New York  betitelden hun stad als eenzame plek

Onder invloed van de grote techbedrijven, zoals Apple, Google en Facebook, leven veel mensen in hun digitale privacybubbel en beschouwen dit als het nieuwe normaal, zegt Hertz. Ze ziet het als een taak voor de overheid om mensen, los van hun leeftijd, gender of inkomen weer samen te brengen. Tijdens de pandemie is het contactloze bestaan gegroeid. Geen mogelijkheid om naar de boekwinkel te gaan, alles gaat via bol.com. Het eten wordt aan de deur bezorgd en de yogalessen lopen via YouTube. Hertz is bezorgd over de tendens om het gemak te laten zegevieren boven het maken van echte contacten.